# Joan Nestle

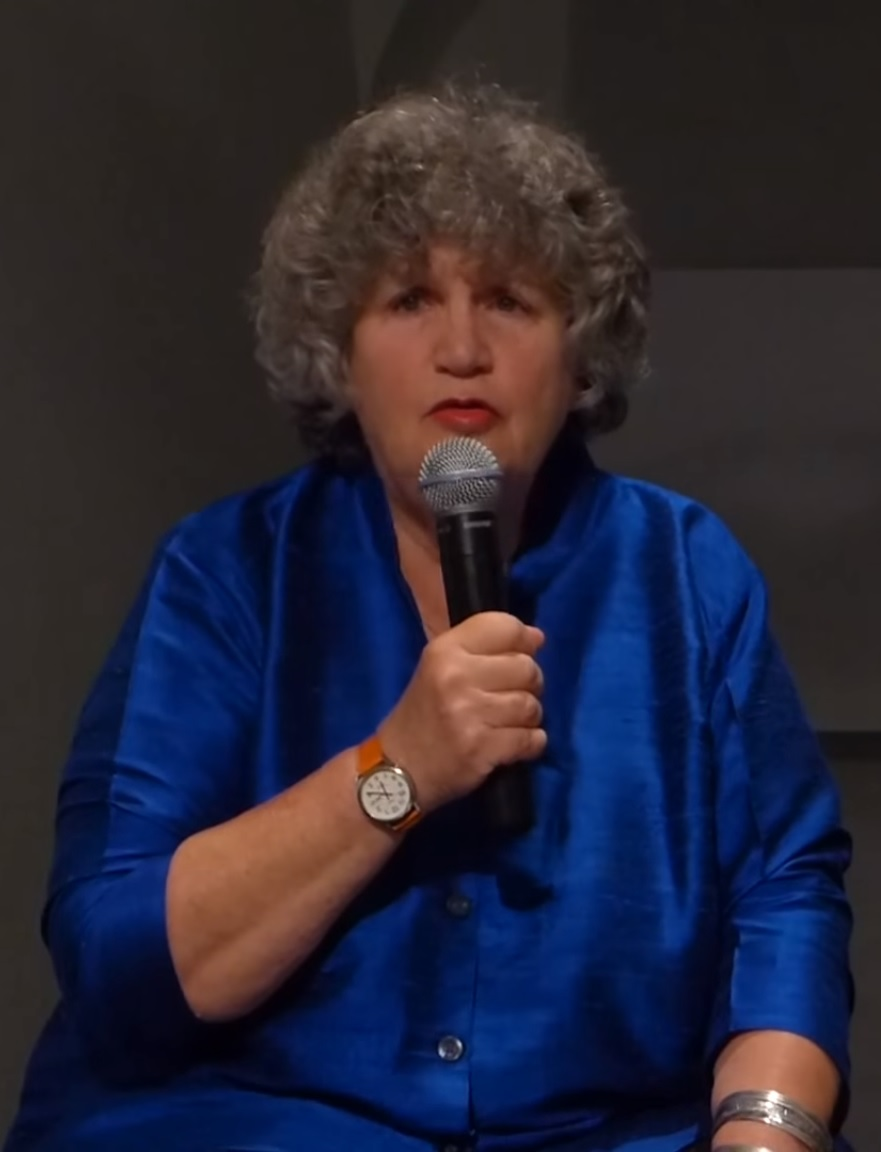
Joan Nestle

Joan Nestle (* 12. Mai 1940) ist eine US-amerikanische Lehrerin, Autorin und Herausgeberin von Büchern. Sie ist Mitgründerin der Lesbian Herstory Archives, in denen seit 1974 LGBT-Dokumente und Materialien mit Schwerpunkt auf lesbische Frauen gesammelt werden.

## Leben
Nestle, geboren in der Bronx, wuchs bei ihrer Mutter Regina Nestle, einer Buchhalterin, in New York City auf. Sie schrieb, dass sie ihrer Mutter ihren „Glauben an das unveräußerliche Recht einer Frau, Sex zu genießen“ verdanke. Ihr Vater war schon vor ihrer Geburt verstorben. Nestle besuchte die Martin Van Buren High School in Queens und erhielt ihren B.A. vom Queens College 1963. Mitte der 1960er schloss sie sich der US-amerikanischen Bürgerrechtsbewegung und reiste in die Südstaaten der Vereinigten Staaten, um sich den Selma-nach-Montgomery-Märschen anzuschließen. Nach dieser Zeit absolvierte sie 1968 einen Anglistik-Master an der New York University und arbeitete anschließend zwei Jahre lang an ihrer Doktorarbeit. Sie entschloss sich 1970, nach Queens zu ziehen, um dort als Lehrerin zu arbeiten.
Seit Ende der 1950er war Nestle aktives Mitglied der lesbischen Gemeinschaft in New York City, wo sie unter anderem regelmäßig die Lesbenbar Sea Colony besuchte. 1974 gründete Nestle mit ihrer damaligen Lebensgefährtin Deborah Edel sowie zwei weiteren Frauen in ihrem Appartement in der Upper West Side das Archiv Lesbian Herstory Archives. Nach mehreren landesweiten Fundraisern sowie Vorträgen über ihre Sammlung war es Nestle und den anderen 1990 möglich, ein dreistöckiges Gebäude in der Park Slope in Brooklyn zu erwerben. Ihre neue, weitreichendere Ausstellung dort machten sie 1993 der Öffentlichkeit zugänglich, die seitdem mehr als 20.000 Fotografien, Tausende von Büchern und etliche Medien zu lesbischen Themen wie alte Zeitungsausschnitte, persönliche Briefe und Videoaufnahmen erhält. In der Wohnung, die das Archiv ursprünglich beheimatete, lebte Nestle zudem von 1978 bis 1989 mit der Künstlerin und LGBT-Aktivistin Mabel Hampton, die ihren Nachlass, der unter anderem aus Interviews mit Nestle sowie zahlreichen Memorabilia bestand, nach ihrem Tod dem Archiv überließ.
In den 1980er Jahren geriet Nestle, die sich nun auch schriftstellerisch betätigte, aufgrund erotischer Erzählungen in die Kritik. Von radikalen Feministinnen wurde sie aufgrund dieser Werke als kontroverse Autorin betrachtet. Mitglieder der US-amerikanischen Organisation Women Against Pornography forderten eine Zensur der Geschichten.
Ebenfalls in den 1980er Jahren sorgte unter anderem auch Nestle durch mehrere Publikationen über queere Themen für eine wiederaufkommende Beliebtheit der Bezeichnungen Butch und Femme in der lesbischen Gemeinschaft. Vor allem erstere war von vielen maskulinen Lesben jahrelang nicht mehr verwendet worden, weil sie als politisch unkorrekt und zu nah am binären Verständnis von Geschlechtsidentität betrachtet wurde.
1996 lernte Nestle, nachdem sie zwei Krebserkrankungen sowie eine schwere Depression überlebt hatte, ihre Lebensgefährtin kennen, der sie in deren Heimatland Australien folgte, wo sie seitdem lebt. In einem Interview 2019 erläuterte Nestle die Ursprünge ihres Aktivismus. Sie trat bereits in ihren frühen Zwanzigern für Intersektionalität ein, indem sie neben ihrer Unterstützung der Bürgerrechtsbewegung gegen Kriege sowie die Repressalien in der McCarthy-Ära engagierte und des Weiteren in der Frauenbewegung aktiv war. Schließlich fand sie irgendwann versteckte Lesbenbars, in denen die Frauen in einigen Zentimetern Abstand voneinander tanzen mussten. Die Erfahrungen in diesen Örtlichkeiten hätten in ihr den Wunsch erweckt, den Alltag lesbischer Frauen zu dokumentieren, da über die Biografien schwuler Männer viel mehr Materialien existierten. Den Entschluss, die Lesbian Herstory Archives zu gründen, habe sie dank ihrer Arbeit als Dozentin an der City University of New York getroffen. Als sie zur Vorbereitung für einen Kurs das Buch Portrait du colonisé, précédé par Portrait du colonisateur des Schriftstellers Albert Memmi las, habe sie eine Passage tief bewegt, in der Memmi erklärte, dass die Bewohner von Kolonien dazu verurteilt seien, ihre Erinnerungen zu verlieren. Deswegen habe Nestle, die sich in ihren frühen Jahren selbst als Paria sah, sich schließlich dazu entschieden, die Biografien etlicher Lesben zu archivieren. Ebenfalls 2019 erschien über Nestle und das Lesbian Herstory Archives der Dokumentarfilm The Archivettes, der auf dem Melbourne Queer Film Festival seine Premiere feierte.
Mit ihren Werken beeinflusste Nestle gegenwärtige LGBT-Autoren. Lillian Faderman beschrieb Nestle als „Geburtshelferin einer revidierten Blickrichtung auf lesbische Beziehungen“.
1992 erschien Nestles Anthologie The Persistent Desire: A Femme-Butch Reader über die verschiedenen Identitäten von Butches und Femmes in der lesbischen Gemeinschaft, die zum Standardwerk in diesem Themengebiet wurde.
Seit 2022 kann ein erneutes Interesse an Leben und Werk von Joan Nestle festgestellt werden. So erschienen 2022 neu ausgewählte Texte bei Sinister Wisdom sowie erstmalig umfassende Übersetzungen ihrer Texte ins Französische und ins Deutsche.

## Werke

### Englische Ausgaben
- A Fragile Union: New and Collected Writings. Cleis Press, Jersey City 1998, ISBN 1-57344-040-X.
- A Restricted Country. Firebrand Books, Ann Arbor 1988, ISBN 0-932379-37-0.
- A Sturdy Yes of a People. Selected Writings. Sinister Wisdom, Dover 2022, ISBN 978-1-944981-52-5.

#### Als Herausgeberin
- mit Clare Howell und Riki Wilchins: GENDERqUEER: Voices from Beyond the Binary. Alyson Books, New York City 2002, ISBN 1-55583-730-1.
- mit Tristan Taormino: Best Lesbian Erotica 2000. Cleis Press, Jersey City 1999, ISBN 1-57344-093-0.
- mit Naomi Holoch: The Vintage Book of International Lesbian Fiction. Vintage Books, New York City 1999, ISBN 0-679-75952-2.
- mit Naomi Holoch: Women on Women 3: An Anthology of Lesbian Short Fiction. 1996.
- mit John Preston: Sister and Brother: Lesbians and Gay Men Write about Their Lives Together. Cassell, London 1994, ISBN 0-304-33483-9.
- mit Naomi Holoch: Women on Women 2: An Anthology of Lesbian Short Fiction. Plume, New York City 1993, ISBN 0-452-26999-7.
- The Persistent Desire: A Femme-Butch Reader. Alyson Books, New York City 1992, ISBN 1-55583-190-7.
- mit Naomi Holoch: Women on Women 1: An Anthology of Lesbian Short Fiction. 1990.

### Deutsche Ausgaben
- Begehren und Widerstand. etece buch, Berlin 2024, ISBN 978-3-9824636-4-3.

## Preise und Auszeichnungen
- 1988: Stonewall Book Award für A Restricted Country[12]
- 1991: Lambda Literary Award for Best Lesbian Anthology für Women on Women 1
- 1993: Lambda Literary Award for Best Lesbian Anthology für The Persistent Desire
- 1995: Lambda Literary Award for Best Lesbian and Gay Anthology-Nonfiction für Sister and Brother
- 1997: Lambda Literary Award for Best Lesbian & Gay Anthology—Fiction für Women on Women 3
- 1998: American Library Association Gay/Lesbian Book Award für A Restricted Country
- 1999: Lambda Literary Award for Lesbian Studies für A Fragile Union
- 2000: Lambda Literary Award Best Lesbian & Gay Anthology—Fiction für The Vintage Book of International Lesbian Fiction

## Belege
1. ↑  Joan Nestle: My Mother Liked to Fuck. In: Sue Golding: The Eight Technologies of Otherness. Routledge, New York 1997, ISBN 0-415-14579-1, S. 159–161.
2. ↑  Joan Nestle, Gay & Lesbian Biography, St. James Press, 1997. Wiederaufgelegt in: Biography Resource Center, 2007, Farmington Hills, Michigan: Thomson Gale
3. ↑  Joan Nestle, Contemporary Authors Online, Thomson Gale, 2002. Wiederaufgelegt in: Biography Resource Center, 2007, Farmington Hills, Michigan: Thomson Gale
4. ↑  Joan Nestle, Sixty and Sexy, Ripe, Januar-April 2001.
5. ↑  Oriana Leckert: The First Lesbian Porn and 10 Other Revealing Artifacts from Lesbian History. In: Vice. 14. Juni 2019, abgerufen am 10. April 2021 (englisch).
6. ↑  Joan Nestle, Gay & Lesbian Biography, St. James Press, 1997. Wiederaufgelegt in: Biography Resource Center, 2007, Farmington Hills, Michigan: Thomson Gale

Belle Gage: What Does Sex-Positive Feminism Look Like? In: Jewish Women’s Archive. 25. März 2020, abgerufen am 10. April 2021 (englisch).
7. ↑  Riki Wilchins: Leslie Feinberg's Gone and Something's Missing. In: The Advocate. 25. September 2017, abgerufen am 10. April 2021 (englisch).
Riki Wilchins: Op-ed: Where Have All the Butches Gone? In: The Advocate. 14. Januar 2013, abgerufen am 10. April 2021 (englisch).
8. ↑  Stephen A. Russell: The woman who built New York's 'herstory' archive recalls love and hate. In: The Sydney Morning Herald. 5. März 2020, abgerufen am 10. April 2021 (englisch).
9. ↑  Lillian Faderman: The Return of Butch and Femme: A Phenomenon in Lesbian Sexuality of the 1980s and 1990s. In: Journal of the History of Sexuality. Band 2, Nr. 4, April 1992, S. 578–596.
10. ↑  Martha Stone: What is called fem(me)? In: The Harvard Gay & Lesbian Review. Band 4, Nr. 4, 31. Oktober 1997, S. 51.
Carol Anne Douglas: Interview: Joan Nestle: A Fem Relects on Four Decades of Lesbian Self—Expression. In: Off Our Backs. Nr. 23, S. 2–18, JSTOR:20834527.
11. ↑  Sinister Wisdom
12. ↑  Stonewell Book Awards List auf der Seite der American Library Association (englisch), abgerufen am 9. April 2021.

| Personendaten    | Personendaten                         |
| ---------------- | ------------------------------------- |
| NAME             | Nestle, Joan                          |
| KURZBESCHREIBUNG | US-amerikanische Autorin und Lehrerin |
| GEBURTSDATUM     | 12. Mai 1940                          |
| GEBURTSORT       | New York City                         |